# 永兴镇 (开江县)
永兴镇，是中华人民共和国四川省达州市开江县下辖的一个乡镇级行政单位。2019年12月，撤销新太乡，将其所属行政区域划归永兴镇管辖。将永兴镇石堰口村和回龙镇赵家坪村所属行政区域划归普安镇管辖。

## 行政区划
永兴镇下辖以下地区：
永兴社区、糖房坝村、龙头桥村、箭口垭村、石堰口村、门坎坡村、柳家坪村、姚家坝村、方家沟村、席家坝村和何家垭口村。
2019年12月调整后，永兴镇辖原新太乡和永兴社区、糖房坝村、龙头桥村、箭口垭村、门坎坡村、柳家坪村、姚家坝村、方家沟村、席家坝村、何家垭口村所属行政区域。